# 6941 Dalgarno
A 6941 Dalgarno (ideiglenes jelöléssel 1976 YA) a Naprendszer kisbolygóövében található aszteroida. Harvard Obszervatórium fedezte fel 1976. december 16-án.